# Comtat de Buren

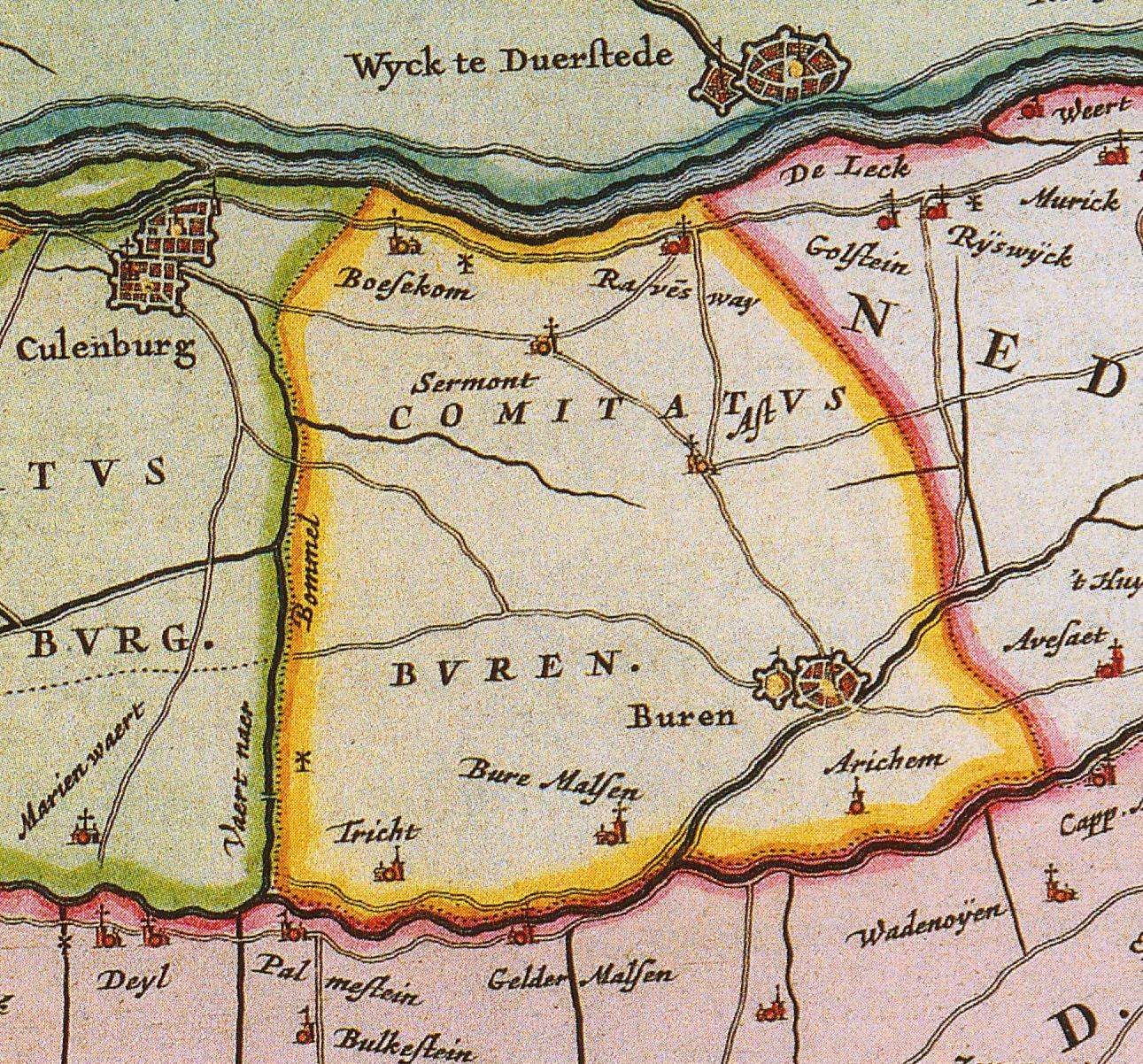
Mapa del comtat de Buren (1665)

El comtat de Buren fou una jurisdicció feudal independent dels Països Baixos. Era una senyoria de la que s'esmenta com a senyor al comte Frederic de Hohenstaufen vers el 1060, el qual va deixar tres fills, Frederic, Otó i Lluís. Alguns dels senyors es van dir Alard. Alard II va morir vers 1263, i el va succeir el seu fill Otó II que va morir vers el 1309. Alard III fou després senyor. Alard IV va concedir drets de ciutat a Buren el 1395. El seu successor fou Alard V.
Amb Joan de Buren es va extingir la casa senyorial i la seva filla Elisabet es va casar amb Gerard II de Culemberg i foren els pares de Maria Adeleida a la que es va cedir el comtat quan es va casar vers el 1464 amb Frederic, germà de Joan III d'Egmont (vegeu comtat d'Egmont) que d'aquesta manera fou senyor de Buren. El 1492 la senyoria fou elevada a comtat. El 1551 va passar per matrimoni a la Casa d'Orange-Nassau però fou confiscada per Felip II. Espanya la va cedir el 1640 als jesuïtes. La casa d'Orange va recuperar el títol el 1713 i encara està entre els de la casa reial dels Països Baixos.

## Senyors i comtes de Buren
- Frederic de Hohenstaufen vers 1060
- Successió incerta
- Alard I
- Otó I mort vers 1230
- Alard II vers 1230-1263
- Otó II vers 1263-1309
- Alard III 1309-1315
- Lambert vers 1315-després de 1329
- Alard IV 1329-1361
- Alard V 1361-1406
- Joan 1406-1439
- Elisabet 1439-1451
- Gerard (II) de Culemberg vers 1439-1464
- Maria Adeleida de Culemberg 1464-1471
- Frederic d'Egmont (espòs) 1464-1521 (primer comte)
- Floris de Buren 1469-1539
- Maximilià de Buren 1539-1548
- Anna de Buren 1548-1558
- Guillem d'Orange 1551-1584
- Felip Guillem 1584-1618